# Presidenti del Consiglio regionale della Lorena
Il presidente del Consiglio regionale della Lorena (in francese Président du conseil régional de Lorraine) era il capo del governo dell'ex regione della Lorena e il capo del suo Consiglio regionale.

## Elenco
| Mandato                          | Presidente | Presidente                    | Partito | Partito                                                            |
| -------------------------------- | ---------- | ----------------------------- | ------- | ------------------------------------------------------------------ |
| 1974–1976                        |            | Jean Vilmain                  |         | Centro Nazionale degli Indipendenti e dei Contadini                |
| 6 gennaio 1976 – 10 gennaio 1978 |            | Jean-Jacques Servan-Schreiber |         | Partito Radicale                                                   |
| 1978–1979                        |            | Pierre Messmer                |         | Raggruppamento per la Repubblica                                   |
| 1979–1982                        |            | André Madoux                  |         | Raggruppamento per la Repubblica                                   |
| 1982–1992                        |            | Jean-Marie Rausch             |         | Divers droite poi Divers gauche                                    |
| 4 aprile 1992 – 27 marzo 2004    |            | Gérard Longuet                |         | Unione per la Democrazia Francese Unione per un Movimento Popolare |
| 2 aprile 2004 – 31 dicembre 2015 |            | Jean-Pierre Masseret          |         | Partito Socialista                                                 |